# Lernaeocera galei
Lernaeocera galei is een eenoogkreeftjessoort uit de familie van de Pennellidae. De wetenschappelijke naam van de soort is voor het eerst geldig gepubliceerd in 1837 door Krøyer.